# Charanjit Singh (Musiker)
Charanjit Singh (* 1940; † 5. Juli 2015 in Mumbai) war ein indischer Musiker. Ihm wird die erste Aufnahme eines Albums mit wesentlichem Einsatz des Synthesizers TB 303 und der Drum Machine TR 808 und damit die erste Schallplatte im Stil des Acid House nachgesagt.

## Leben
Singh wirkte in den 1960er und 1970er Jahren bei den Aufnahmen der Soundtracks verschiedener Bollywood-Filme mit. Er war außerdem Kopf der Charanjit Singh Orchestra genannten Unterhaltungsband. 1982 spielte er das Album Synthesizing: Ten Ragas to a Disco Beat ein, das im Wesentlichen auf Melodieläufen aus der TB 303 und Rhythmen der TR 808 sowie Synthesizer-Begleitung mit einem Jupiter-8 beruht. Bei der Aufnahme begriff Singh seine Kompositionen als zeitgemäße Interpretationen von Ragas im Disco-Stil mit dem Einsatz neuer Instrumente und dem Verzicht auf die klassische Tabla-Begleitung. Die Geräte von Roland hatte Singh erst kurz zuvor gekauft und sich deren Verwendung experimentell erschlossen. Das Album war kommerziell erfolglos und blieb auch das einzige Album mit Eigenkompositionen Singhs, der ansonsten noch rund zehn Alben mit Coverversionen und Bollywood-Soundtracks veröffentlicht hat. Das Album blieb auch lange unentdeckt, bis der Plattensammler Edo Bouman 2002 ein Exemplar in Delhi erwarb und vom minimalen Charakter der enthaltenen Stücke verblüfft war. Bouman hat das Album 2010 auf seinem Label Bombay Connection wiederveröffentlicht, wobei es zunächst auch als Hoax rezipiert wurde, da die für Acid House charakteristische Kombination von TB 303 und TR 808 ansonsten gemeinhin erstmals der Gruppe Phuture auf ihrem 1987 erschienenen Album Acid Trax zugeschrieben wird. Singh, der zurückgezogen lebte, war sich bis zu diesem Zeitpunkt seiner Pionierleistung nicht bewusst. Er starb am 5. Juli 2015 im Alter von 75 Jahren in Mumbai.